# Kunmingsko-montrealský globální rámec pro biologickou rozmanitost
Kunmingsko-montrealský globální rámec pro biologickou rozmanitost (Globální rámec pro biologickou rozmanitost, Globální rámec COP15, Pařížská dohoda pro přírodu) je celosvětový desetiletý plán pro ochranu biodiverzity do roku 2030, přijatý v prosinci roku 2022 na Kunmingsko-Montrealské konferenci OSN o biodiverzitě COP15. Tyto plány pravidelně přijímají státy, které mají podepsánu Úmluvu o biologické rozmanitosti.
Kunmingsko-montrealský globální rámec nahrazuje dosavadní desetiletý plán, známý jako Cíle z Aiči, který je obecně hodnocen jako neúspěšný. Oproti němu obsahuje přesněji definované cíle a má propracovanější metodiku vyhodnocování toho, do jaké míry jsou cíle skutečně naplňovány.
Hlavním podkladem pro tento rámec se stala Globální hodnotící zpráva o biologické rozmanitosti a ekosystémových službách, kterou roku 2019 vydala Mezivládní vědecko-politická platforma pro biologickou rozmanitost a ekosystémové služby (IPBES).
O přijatém rámci se někdy mluví jako o „Pařížské dohodě pro přírodu“ . Návrh obsahuje 4 dlouhodobé cíle (do roku 2050) a 23 krátkodobých cílů (do roku 2030). Jedním z nich je například požadavek, aby bylo do roku 2030 chráněno 30% suchozemského a 30% mořského území s nejzachovalejšími ekosystémy. Mezi další ambiciózní cíle patří obnova minimálně 30% znehodnocených ekosystémů a jejich správa pomocí sítě chráněných území. Přelomový je také požadavek na výrazné navyšování financí na ochranu biologické rozmanitosti.
Dojednaný rámec představuje kompromis mezi požadavky vyspělých zemí, které usilovaly o přijetí ambiciózních a dobře měřitelných cílů ochrany přírody, a požadavky rozvojových zemí, které žádali více finančních prostředků na ochranu biodiverzity. Vyspělé země přislíbily výrazně navýšit finanční pomoc na záchranu ohrožených ekosystémů a ustoupily rozvojovým zemím v požadavku na větší sdílení přínosů z využívání genetických zdrojů. Rozvojové země na oplátku souhlasili s přísnými cíli na ochranu biologické rozmanitosti.
Země, které globální rámec přijaly, musejí jeho cíle zapracovat do svých národních strategií a akčních plánů a postupně je realizovat.

## Úmluva o biologické rozmanitosti a globální rámec
Kunming-Montrealský globální rámec pro biologickou rozmanitost je jedním z desetiletých plánů, které pravidelně přijímají státy, jež mají podepsanou Úmluvu o biologické rozmanitosti. Zasedání, na kterých jsou tyto plány přijímány, jsou známy jako konference smluvních stran a jsou označovány jako „COP“ (Conference of the Parties) s příslušným pořadovým číslem. Kunming-Montrealský globální rámec byl přijat v prosinci roku 2022 na konferenci COP15, jejíž první část proběhla v čínském Kunmingu a druhá část v kanadském Montrealu. Přijatý globální rámec tak nahradil dosavadní plán, známý jako „Cíle z Aiči“.

## Pozadí

### Neúspěch Cílů v Aiči
Tři roky před přijetím globálního rámce vydala Mezivládní vědecko-politická platforma pro biologickou rozmanitost a ekosystémové služby (IPBES) důležitou Globální hodnotící zprávu o biologické rozmanitosti (2019). Ta varuje, že budou-li pokračovat současné trendy vývoje společnosti, v nadcházejících desetiletích dojde nevyhnutelně k ekologické katastrofě v podobě masového vymírání druhů a rozkladu světových ekosystémů. Volá proto po výrazném rozšíření a zefektivnění sítě chráněných území a po transformaci celých ekonomických odvětví i spotřebitelských vzorců společnosti. Tato zpráva se stala hlavním podkladem pro jednání a vypracování cílů v přijatém globálním rámci.
Roku 2020 vydal sekretariát Úmluvy o biologické rozmanitosti zprávu, která otevřeně přiznává, že se nepodařilo zcela naplnit ani jeden z Cílů v Aiči. Oproti tomuto předchozímu plánu byly proto nové cíle definovány přesněji a je zde kladen větší důraz na monitorování a reportování o dosahovaném pokroku v plnění cílů.

### Iniciativa 30x30
Na výsledek jednání měla patrně významný vliv také Koalice s vysokými ambicemi, která usilovala o to, aby lidstvo do roku 2030 chránilo 30% suchozemského a 30% mořského území s nejzachovalejšími ekosystémy, ke které se nakonec připojilo přes 100 států včetně České republiky. K propagaci tohoto cíle významně přispěla také americká nadace Wyss, která spolu se společností National geographic spustila globální petiční kampaň, tzv. Kampaň pro přírodu. Uvedený cíl byl v rámci schváleného plánu skutečně přijat.

### Postoj Evropské unie
Evropská unie, ve snaze dosáhnout co možná nejambicióznějších cílů v oblasti ochrany přírody, se ještě před globální konferencí zavázala k dosažení cílů, o kterých se předpokládalo, že by mohly být přijaty i na globální úrovni. Evropská komise proto vypracovala několik strategií, které následně schválil evropský parlament. Tyto strategie jsou součástí Zelené dohody pro Evropu a obsahují některé důležité závazky – např. do roku 2030 chránit alespoň 30% evropského území a 30% evropských moří, snížit používání pesticidů o 50%, vyčlenit 10% zemědělské půdy na výrazné krajinné prvky, 25% zemědělské půdy obhospodařovat v ekologickém režimu, ap. Mezi tyto strategie patří především Strategie EU v oblasti biologické rozmanitosti do roku 2030, Strategie „Z vidlí na vidličku“ a Nová Lesní strategie EU do roku 2030.

### Sdílení přínosů genetických zdrojů
Zatímco vyspělé země kladly důraz na dosažení ambiciózních a dobře měřitelných cílů v oblasti ochrany biologické rozmanitosti, rozvojové země více akcentovaly téma sdílení přínosů z využívání genetických zdrojů. Tato problematika je rovněž součástí Úmluvy o biologické rozmanitosti a v současnosti je upravována tzv. Nagojským protokolem.
Tato tematika se týká např. farmaceutického průmyslu. Mnoho léčivých látek se totiž získává z organismů, které pocházejí z území cizího státu a farmaceutická firma, která takovéto léčivo prodává, by podle současné legislativy měla tomuto státu odevzdávat část svého zisku. O zisk by se takováto firma měla s daným státem dělit i v případě, že léčivou látku syntetizuje uměle, avšak objev tohoto léčiva byl inspirován léčivem získaným přímo z daného organismu. Význam takovýchto látek roste i díky technologii sekvenování.
Rozvojové země, z jejichž území pochází mnoho takovýchto organismů, si však stěžují, že farmaceutické firmy své povinnosti obcházejí a přínosy se zeměmi původu dostatečně nesdílejí. Tyto státy často mluví dokonce o „biopiráctví“, kdy si farmaceutické firmy patentují tradičních znalostí původních obyvatel nebo je využijí k výrobě vlastních léků, aniž by za to cokoli poskytly.
Významnou součást cílů schváleného rámce proto tvoří právě otázky sdílení přínosů genetických zdrojů.

### Příspěvky vyspělých zemí
Nejzachovalejší a nejhodnotnější ekosystémy na naší planetě se nacházejí především v Africe, Latinské Americe, Střední Americe a Jihovýchodní Asii. To znamená, že požadavky na ochranu biologické rozmanitosti, dopadají nejtíživěji na rozvojové země.
Ty proto volají po výrazném navýšení finančních příspěvků od vyspělých zemí a touto pomocí také podmiňují ochranu svých ekosystémů. Vyspělé země přislíbily, že budou do roku 2025 chudším zemím přispívat na ochranu biologické rozmanitosti částkou 25 miliard dolarů ročně a do roku 2030 tuto pomoc navýší na 30 miliard dolarů ročně.
Na dojednaný globální rámec lze proto do značné míry pohlížet jako na kompromis mezi vyspělými a rozvojovými zeměmi, kdy se rozvojové země zavázaly důsledně chránit své ekosystémy výměnou za finanční pomoc a ústupky v oblasti sdílení přínosů z genetických zdrojů.

### Přijetí rámce
Nový Globální rámec pro biologickou rozmanitost byl nakonec přijat v prosinci 2022 v Montrealu v závěru konference COP15. Protože první část této konference proběhla v čínském Kunmingu, mluví se o dojednaném plánu také jako o Kunming-Montrealském globálním rámci, či Kunming-Montrealském plánu.

## Obsah rámce
Strategický rámec obsahuje čtyři dlouhodobé cíle, které by měli být naplněny do roku 2050 a 23 krátkodobých cílů do roku 2030.

### Cíle do roku 2050

#### Cíl A
Všechny stávající ekosystémy mají být zachovány, obnoveny, vzájemně propojeny a do roku 2050 se má podstatně zvýšit jejich rozloha. Člověkem způsobené vymírání známých ohrožených druhů má být zastaveno a rychlost i riziko vymírání se má snížit na desetinu. Populace volně žijících původních druhů by se měly dostat na zdravou úroveň, umožňující dostatečnou odolnost, a zachována musí být rovněž genetická rozmanitost, na které závisí jejich adaptační schopnosti. Totéž se týká také domestikovaných druhů.

#### Cíl B
Biologickou rozmanitost bychom měli spravovat a udržitelně využívat tak, aby přínosy, které ekosystémy lidem poskytují, byly zachovány v nezmenšené míře i budoucím generacím. Funkce a ekosystémové služby bychom proto měli umět správně oceňovat, udržovat, posilovat a ty, které jsou v úpadku, obnovovat.

#### Cíl C
Peněžní i nepeněžní přínosy, plynoucí z využívání genetických zdrojů a digitálních sekvenčních informací z nich získaných, musejí být spravedlivě sdíleny, a to i s domorodými obyvateli a místními komunitami, z jejichž oblastí tyto genetické zdroje pocházejí. Objem takto sdílených přínosů se do roku 2050 oproti současnosti výrazně navýší. Zajištěna bude také náležitá ochrana tradičních znalostí, souvisejících s genetickými zdroji, což přispěje rovněž k zachování a udržitelnému využívání biologické rozmanitosti.

#### Cíl D
Všem smluvním stranám, zejména rozvojovým, nejméně rozvinutým a malým chudým ostrovním státům, jakož i zemím s transformující se ekonomikou, musejí být spravedlivým způsobem zpřístupněny a zajištěny odpovídající prostředky potřebné k naplňování dohodnutých cílů. Jedná se především o finanční zdroje, kapacity a technologie. V oblasti ochrany biologické rozmanitosti je třeba do roku 2050 zvýšit objem finančních toků o 700 miliard dolarů ročně, které v současnosti scházejí.

### Cíle do roku 2030[3]
1. Do roku 2030 zajistit, aby veškerá území na Zemi podléhala participativnímu územnímu plánování, regulujícím změny ve využívání půd a moří. Jeho fungování je třeba nastavit tak, aby se ztráty oblastí s vysokým významem pro biologickou rozmanitost do roku 2030 přiblížily nule při současném respektování práv původních obyvatel a místních komunit.
2. Do roku 2030 obnovit alespoň 30% znehodnocených suchozemských, sladkovodních, pobřežních a mořských ekosystémů tak, aby se zvýšila jejich biologická rozmanitost, ekosystémové funkce, ekologická integrita a propojení.
3. Nejméně 30% suchozemských, sladkovodních, pobřežních a mořských oblastí, zejména pak těch ekologicky nejhodnotnějších, účinně chránit a spravovat prostřednictvím ekologicky reprezentativních, dobře propojených a spravedlivě spravovaných soustav chráněných území. Jakékoli využívání těchto území musí být plně v souladu s úsilím o ochranu přírody. Respektovat je třeba rovněž práva domorodých obyvatel a místních komunit, včetně práv na jejich tradiční území.
4. Přijmout taková opatření, která by zastavila člověkem způsobené vymírání známých ohrožených druhů. Je třeba obnovit jak početnost, tak genetickou rozmanitost ohrožených populací volně žijících, ale i domestikovaných druhů tak, aby bylo výrazně sníženo riziko jejich vyhynutí a zvýšena schopnost adaptace. Druhy ohrožené vyhynutím je nutné chránit jak v jejich přirozeném prostředí, tak mimo něj. Součástí tohoto úsilí je také udržitelné hospodaření a řízení interakcí mezi člověkem a divokými zvířaty s cílem minimalizace konfliktů a podpory soužití.
5. Zajistit, aby lov, sběr a obchod s volně žijícími druhy byl udržitelný, bezpečný a legální. Je třeba předejít jejich nadměrnému využívání a minimalizovat dopad tohoto využívání na ostatní organismy a celé ekosystémy. Rovněž je třeba snížit riziko šíření patogenů. Tradiční a udržitelné využívání volně žijících druhů původními obyvateli a místními komunitami je třeba respektovat a chránit.
6. Zmírnit dopady invazivních nepůvodních druhů na biologickou rozmanitost a za tímto účelem identifikovat cesty a způsoby, jakými se nepůvodní druhy šíří. Míru zavlékání a usídlování dalších invazních druhů je třeba do roku 2030 snížit nejméně o 50%. Zejména na prioritních lokalitách, jako jsou ostrovy, je třeba populace invazních druhů zcela vymýtit, nebo alespoň udržovat na nízkých úrovních.
7. Úroveň znečištění snížit na úroveň, která nebude škodlivá pro biologickou rozmanitost. Jedná se zejména o nadbytečné ztráty hnojiv a půdních živin, které bude třeba snížit o polovinu. Také rizika plynoucí z využívání pesticidů a nebezpečných chemikálií bude třeba snížit alespoň o 50%. Eliminovat je třeba také znečišťování plastovým odpadem.
8. Minimalizovat dopad změn klimatu a okyselování oceánů na biologickou rozmanitost a to zmírňováním klimatické změny i adaptací na ni. V boji proti klimatickým změnám je třeba v maximální míře využívat přístupy založené na přírodě, neboli obnovovat divokou přírodu, která tak dokáže lépe zadržovat a ukládat uhlík.
9. Zajistit, aby využívání volně žijících druhů bylo udržitelné a mohlo tak přinášet sociální, společenské a environmentální přínosy zejména původním obyvatelům a místním komunitám, kteří jsou tradičně nejvíce závislí na přírodě.
10. Zajistit udržitelné hospodaření v oblastech zemědělství, akvakultury, rybolovu a lesnictví. V daleko větším rozsahu využívat postupů šetrných k biologické rozmanitosti a zachovávajících ekosystémové funkce a služby.
11. Obnovit, zachovat a posílit ekosystémové služby jako je regulace ovzduší, vody a klimatu, zlepšování stavu půdy, opylování, snižování zdravotních rizik a ochrana před přírodními katastrofami, a to postupy založenými na přírodě.
12. Výrazně zvýšit rozlohu, kvalitu a propojenost zelených a modrých ploch v městských a hustě osídlených oblastech. Zlepšit jejich přístup a užitek při zachování udržitelnosti. Ochranu a udržitelné využívání biologické rozmanitosti je třeba zajistit územním plánováním. Zlepšovat je třeba především původní biologickou rozmanitost.
13. Přijmout účinná právní a politická opatření, která umožní spravedlivě sdílet přínosy plynoucí z využívání genetických zdrojů, z využívání digitálních sekvenčních informací z těchto zdrojů, jakož i tradičních znalostí souvisejících s genetickými zdroji. Do roku 2030 je také třeba usnadnit přístup ke genetickým zdrojům a zvýšit sdílení přínosů z nich.
14. Téma biologické rozmanitosti a jejích přínosů je třeba začlenit do všech relevantních politických a strategických dokumentů na všech úrovních státní správy a ve všech odvětvích, zejména pak těch, která mají významný dopad na biologickou rozmanitost. Postupně je třeba sladit všechny příslušné veřejné a soukromé činnosti, daňové a finanční toky s cíli a úkoly tohoto rámce.
15. Přijmout právní a politická opatření, která zajistí, že velké firmy, nadnárodní korporace a finanční instituce budou pravidelně monitorovat, posuzovat a transparentně zveřejňovat svá rizika a dopady na biologickou rozmanitost, dále budou spotřebitelům poskytovat informace potřebné k podpoře udržitelných vzorců spotřeby a podávat zprávy o dodržování předpisů a opatření, týkajících se biologické rozmanitosti.
16. Zajistit, aby lidé byli povzbuzováni k udržitelné spotřebě a měli možnost se pro ni rozhodnout. Toho má být dosaženo mimo zlepšením vzdělávání, přístupu k relevantním informacím a k alternativám. Do roku 2030 má být spravedlivým způsobem snížena celosvětová spotřební stopa, a to mimo jiné snížením celosvětového plýtvání potravinami na polovinu, výrazným omezením nadměrné spotřeby a podstatným snížením produkce odpadu.
17. Vytvořit podmínky, které umožní provádět potřebná opatření v oblasti biologické bezpečnosti, zejména co se týče nakládání s biotechnologiemi a jejich distribucí.
18. Do roku 2025 identifikovat a postupně vyřazovat nebo reformovat státní dotace a pobídky, které škodí biologické rozmanitosti. Je třeba provést to přiměřeným, spravedlivým a účinným způsobem tak, aby do roku 2030 došlo k postupnému a podstatnému snížení těchto pobídek minimálně o 500 miliard dolarů ročně, počínaje těmi nejškodlivějšími. Naopak by mělo dojít k rozšíření takových pobídek, které budou podporovat zachování a udržitelné využívání biologické rozmanitosti.
19. Podstatně a soustavně zvyšovat objem finančních prostředků určených k provádění národních strategií a realizaci akčních plánů biologické rozmanitosti. Do roku 2030 by na tyto účely mělo být vynakládáno v souhrnu alespoň 200 miliard amerických dolarů ročně, a tyto peníze by měli být snadno dostupné. Tyto finance by měli plynout převážně z veřejných i soukromých zdrojů samotných zemí, ve kterých bude politika ochrany přírody prováděna, avšak významná část financí bude proudit také od vyspělých zemí směrem k rozvojovým.Tímto způsobem by vyspělé země měli do roku 2025 přispívat částkou 20 miliard dolarů ročně a do roku 2030 celých 30 miliard dolarů ročně. Tyto peníze by přednostně měli proudit do rozvojových zemí s vysokou biodiverzitou a zvláště pak do chudých ostrovních států. V souvislosti s financováním ochrany biologické rozmanitosti se mluví rovněž o nových finančních nástrojích jako platby za ekosystémové služby či zelené dluhopisy.
20. Zajistit, aby všechny země měli přístup k technologiím a inovacím, které jsou potřeba k zachování a udržitelnému využívání biologické rozmanitosti. Za tímto účelem by země měly rovněž mít možnost podílet se na technické a vědecké spolupráci. Jde především o to, aby vyspělejší země technologicky podporovali země rozvojové.
21. Zajistit, aby tradiční znalosti, inovace, postupy a technologie původních obyvatel a místních komunit byly dostupné pouze s jejich svobodným, předchozím a informovaným souhlasem v souladu s vnitrostátními předpisy.
22. Zajistit, aby na rozhodování o věcech spojených s ochranou biologické rozmanitosti, měli plné, spravedlivé a účinné zastoupení i původní obyvatelé a místní komunity. Současně je třeba respektovat jejich kulturu, právo na půdu, území, zdroje a tradiční znalosti.
23. Zajistit rovnost žen a mužů při naplňování cílů tohoto rámce.

## Realizace cílů schváleného rámce
Úskalím dojednaného globálního rámce je skutečnost, že naplňování dohodnutých cílů není vynutitelné. Stejně jako v případě jiných mezinárodních dohod ani zde neexistuje síla, která by státy nutila řídit se dohodnutými pravidly i proti své vůli.
Na druhou stranu tu existuje propracovaný systém monitorování, reportování a diplomatického nátlaku, který má realizaci stanovených cílů významně podpořit. Jeho hlavní mechanismus spočívá v tom, že každý stát, který dohodnutý rámec odsouhlasil, musí sepsat nebo zrevidovat svou národní strategii v oblasti biologické rozmanitosti a rovněž svůj akční plán na ochranu biologické rozmanitosti. Tyto dokumenty přitom musí být v souladu s cíli globálního rámce a každý stát se jimi musí řídit. O pokroku v naplňování svých cílů pak bude muset pravidelně podávat zprávy, které budou přezkoumávány zástupci všech ostatních států.
Konkrétní ochranářské cíle si každý stát bude volit sám, neboť se uznává, že přírodní bohatství mají jednotlivé státy velmi odlišné a specifické. Zástupci jednotlivých zemí se budou pravidelně setkávat a hodnotit jednak to, zda jsou dobrovolné závazky v souhrnu dostatečně velké a dále to, v jakém rozsahu jsou tyto závazky naplňovány.
Do jaké míry se však stanovených cílů skutečně podaří dosáhnout, závisí především na tlaku místních komunit, občanských iniciativ, médií, neziskových organizací a občanské společnosti vůbec. Určitý optimismus v tomto směru pramení z toho, že ekologická témata mají dnes daleko větší váhu než dříve a jsou více přítomna v mediálním prostoru. Skutečnost, že se státy zavázaly k poměrně ambiciózním cílům v oblasti ochrany biologické rozmanitosti, představuje pro občanskou společnost důležitý argument, na který se může odvolávat a využít jej k politickému tlaku na svou vládu.